# Caldwell (Arkansas)
Caldwell – miasto w Stanach Zjednoczonych, w stanie Arkansas, w hrabstwie St. Francis.